# Roger Denis
Roger Benjamin Denis est né le 6 décembre 1917 à Pontivy (Morbihan), et mort pour la France le 13 octobre 1943 (à 25 ans) dans le secteur de Lenino-Baievo (URSS). Il a servi comme pilote dans le Régiment Normandie-Niemen, du 3 août au 13 octobre 1943.

## Études supérieures
Élève brillant, Roger Denis réussit le concours d'entrée à l'École polytechnique en mai 1938, celui de l'École des mines de Paris et celui de l'École nationale supérieure de l'aéronautique. Il choisit d'intégrer l'École polytechnique.
Lorsque la guerre éclate, il vient de terminer sa première année. Il demande à servir dans l'aviation et intègre donc l'École de l'air, alors déplacée à Versailles.
Après l'Armistice du 22 juin 1940, il réintègre Polytechnique à Villeurbanne pour y effectuer sa deuxième année. À la fin de celle-ci, il est nommé lieutenant et est affecté à Istres puis à Salon-de-Provence, au groupe de bombardement 1/38.

## Tentatives d'évasion vers la France Libre
Son objectif est désormais de rejoindre la France libre. Il tente de s'évader à bord d'un avion Potez 63, mais l'un des moteurs est défectueux et il ne parvient pas à démarrer. Il demande alors à être affecté à l'École supérieure de l'aéronautique, repliée à Toulouse, mais attend toujours une occasion pour s'évader et rejoindre la France Libre.
Enfin, en mars 1943, il réussit à franchir les Pyrénées et traverse l'Espagne pour rejoindre Lisbonne. De là, il s'envole pour Bristol (Angleterre) à bord d'un Douglas C-47 Skytrain, le premier mai 1943.

## Service dans le groupe de chasse Normandie
Dès son arrivée à Londres, Roger Denis s'engage dans les F.A.F.L (Forces aériennes françaises libres), le 25 mai 1943, en tant que lieutenant. Il se porte volontaire pour servir au groupe de chasse no 3 Normandie et rejoint les autres pilotes à Kationki (Russie) le 3 août 1943.

## Combats aériens
Il obtient deux victoires en combat aérien (sur des Yakovlev Yak-1), dont une homologuée et l'autre en collaboration : la première le 22 septembre 1943 à Smolensk et l'autre le 4 octobre à Krasno.
Le 13 du même mois, il part en mission avec onze autres pilotes (dont Pierre Pouyade, Mourier, Risso, Roland de La Poype et Maurice Bon) au nord de Gorki, sur le secteur Lenino-Baievo (bataille de Lenino). Le groupe rencontre huit Focke-Wulf Fw 190. Trois FW190 sont abattus, mais Roger Denis et Maurice Bon ne rentreront pas.
En effet, le Yak du lieutenant Denis est touché ; celui-ci parvient à évacuer son appareil et saute en parachute. Mais la toile ne s'ouvre pas : cela peut être dû à une négligence lors du pliage ou à un dommage causé lors du combat. Roger Denis trouve la mort le 13 octobre 1943, à 26 ans.
« Jeune chasseur habile, hardi et réfléchi, doté d’un moral inébranlable […] A remporté sa deuxième victoire officielle le 4 octobre 1943 après avoir participé avec le groupe Normandie aux opérations offensives sur Ielnia, Smolensk et Orchat. Attaqué par surprise par de nombreux avions ennemis, a trouvé une mort glorieuse le 13 octobre 1943 dans la région de Gorki. » 
Roger Denis est d'abord inhumé à Kongress (URSS), avant d'être restitué à Mouzillon (Loire-Atlantique).

## Extraits du journal de marche
" 13 octobre.
À midi, une mission à 12 part sur le secteur Lenino-Baievo. Gros engagement avec les FW-190 par les troupes basses. (...) Malheureusement trois aviateurs sont portés manquants.
(...) Bon et Denis ne rentrent pas, et nous ne savons rien à leur sujet. (...)
17 octobre.
Des pilotes du 20e régiment revenant du front nous confirment la mort du Lieutenant Denis et de l’Aspirant Bon.
19 octobre.
Retour du toubib qui nous confirme les décès des camarades. Bon attaquant un FW-190 a été tué par un autre FW-190. il a percuté au sol où son moteur s’est enfoncé de 3 mètres. Bon est enterré à Gorodetz (front central).
Le Lieutenant Denis touché par un FW-190 saute en parachute mais son parachute ne s’ouvre pas et il s’écrase au sol. Il est enterré à Kongress.
26 octobre.
Les mauvaises nouvelles se confirment. On nous apporte les papiers de Bon."

## Distinctions
- Chevalier de la Légion d'honneur
- Croix de guerre 1939–1945
- Ordre de la Guerre pour le Salut de la Patrie (URSS)
- Mort pour la France en opération aérienne.